# Hassan ibn an-Numan
Hassan ibn an-Numan al-Ghassaní (àrab: حسّان بن النعمان الغساني, Ḥassān b. an-Nuʿmān al-Ḡassānī) (?-705) fou un general omeia conqueridor d'Ifríqiya. Les fonts no estan d'acord en la cronologia. Es diu que va arribar a Ifríqiya en diverses dates, la més matinera l'estiu del 687 i la més tardana el 697/698, i que hi va romandre fins a una data entre el 695/696 i el 707/708.
El governador Zuhayr ibn Qays al-Balawí (682-688) va morir el 688 en lluita contra els romans d'Orient després d'haver evacuat Ifríqiya. El califa Abd-al-Màlik ibn Marwan, ocupat en la lluita contra Abd-Al·lah ibn az-Zubayr. va tardar a nomenar successor. Hassan ibn an-Numan al-Ghassaní fou finalment nomenat valí (data probable el 692/693, quan Ibn az-Zubayr va ser derrotat i mort i es va reprendre la lluita contra els romans). Hauria estat el 693 quan Hassan fou enviat a Ifríqiya amb un exèrcit. Va conquerir Cartago, que va devastar, i els habitants de la qual van fugir en vaixells cap a Sicília. Els romans i els seus aliats amazics foren perseguits per la regió de Bizerta i els va derrotar, rebutjant als grecs cap a Béja (Vaga) i als amazics cap a Bona. Després d'una parada a Kairuan va marxar contra la reina Kahina, va rodejar la fortalesa de Majjana però va patir una greu derrota a la Meskiana i fou perseguit cap a Gabès havent d'evacuar Ifríqiya; el seu exèrcit es va aturar a l'est de Trípoli de Líbia (694).
Degue ser llavors quan l'emperador Lleonci II va enviar una flota dirigida pel patrici Joan i el suport de Vítiza a reprendre Cartago (698). Mentre Hassan va romandre a la Tripolitana tres anys i el 697 aliats a alguns grups amazics enemistats amb la Kahina, va passar a l'ofensiva. La Kahina va ser derrotada i morta (segons la tradició a Tabarka amb data possible el 703, però probablement en un altre lloc vers el 697). Cartago, evacuada pels seus defensors, fou recuperada per Hassan i altra vegada devastada.
Poc després el governador d'Egipte Abd-al-Aziz ibn Marwan, germà del califa, el va destituir i el va substituir pel seu protegit Mussa ibn Nussayr (vers la primavera del 698). Hassan va tornar a Damasc i al passar per Egipte fou desposseït de tot el botí que havia fet.
Va morir en lluita contra els romans suposadament el 699/700.